# Zeta Piscium
Zeta Piscium (86 Piscium) é uma estrela na direção da constelação de Pisces. Possui uma ascensão reta de 01h 13m 43.80s e uma declinação de +07° 34′ 31.8″. Sua magnitude aparente é igual a 5.21. Considerando sua distância de 148 anos-luz em relação à Terra, sua magnitude absoluta é igual a 1.93. Pertence à classe espectral A7IV.